# Al Pitcher
Alan "Al" Geoffrey Pitcher, född 28 mars 1972 i Huddersfield i England, Storbritannien, är en engelsk ståuppkomiker aktiv i Sverige och England.

## Bakgrund
Al Pitcher föddes i Huddersfield, England, men växte upp på Nya Zeeland. Han bor numera i Stockholm tillsammans med sin fru Anita Pitcher och deras två barn. Han gick på John Paul College i Rotorua, Nya Zeeland.   

## Standup och TV
Pitcher inledde sin standup-karriär 1999 då han tog sig till final i ”So you think you are funny”?. Sedan dess har han bland annat varit i final i "The Daily Telegraph Open Mic Awards", jobbat för BBC och uppträtt på flera stora klubbar i England. 2009 vann han ett antal priser, däribland Best Show 2009 vid Leicester Comedy Festival, Directors Pick 2009 vid Newcastle Comedy Festival och Peoples Choice Award 2009 av Time Out Sydney.
Pitcher gjorde sin svenska standup-debut 2009. Sedan februari 2011 är han aktuell i den svenska stand up-klubben Comedy Central LIVE och samma år utsågs han till "Årets manliga ståuppare" vid Svenska Stand up-galan. Han har skrivit humorboken Begravda elefanter, utgiven på svenska 2012 i översättning av Mattias Boström och Christina Hammarström.
Under hösten 2013 har han haft ett stående inslag i tv-programmet Settman på plats, där han besökt olika personer och gjort "världens minsta ståuppshow". Han har även varit gäst i Robins, 2009, 2012 och 2017 och gjorde ett inslag för programmet 2010. Han har turnerat runt Sverige med ett flertal enmansshower, som sammanfattades i föreställningen Al Pitcher: Fy fan, Sverige på Rival i Stockholm 2016; sänd i SVT 2017. Där delger han bland annat sina erfarenheter och kulturkrockar som nykommen i det svenska samhället.